# Szczerbówka ksieni
Szczerbówka ksieni, szczerbówka wierzbówka (Scoliopteryx libatrix) – gatunek motyla z rodziny mrocznicowatych. Rozpiętość skrzydeł 40–45 mm. Na przednich skrzydłach dwie białe przepaski i białe plamki. W ciągu roku szczerbówka ksieni ma dwa pokolenia. Owady drugiego pokolenia zimują.
Owady dorosłe występują przez cały rok (w zimie w piwnicach i jaskiniach można spotkać okazy zimujące). Imago żywią się nektarem, a także sokiem opadłych jagód i owoców. Gąsienice żywią się liśćmi wierzb i topól.
Typowym biotopem tego motyla są brzegi rzek i strumieni oraz wilgotne zarośla, lasy liściaste i mieszane.

## Galeria

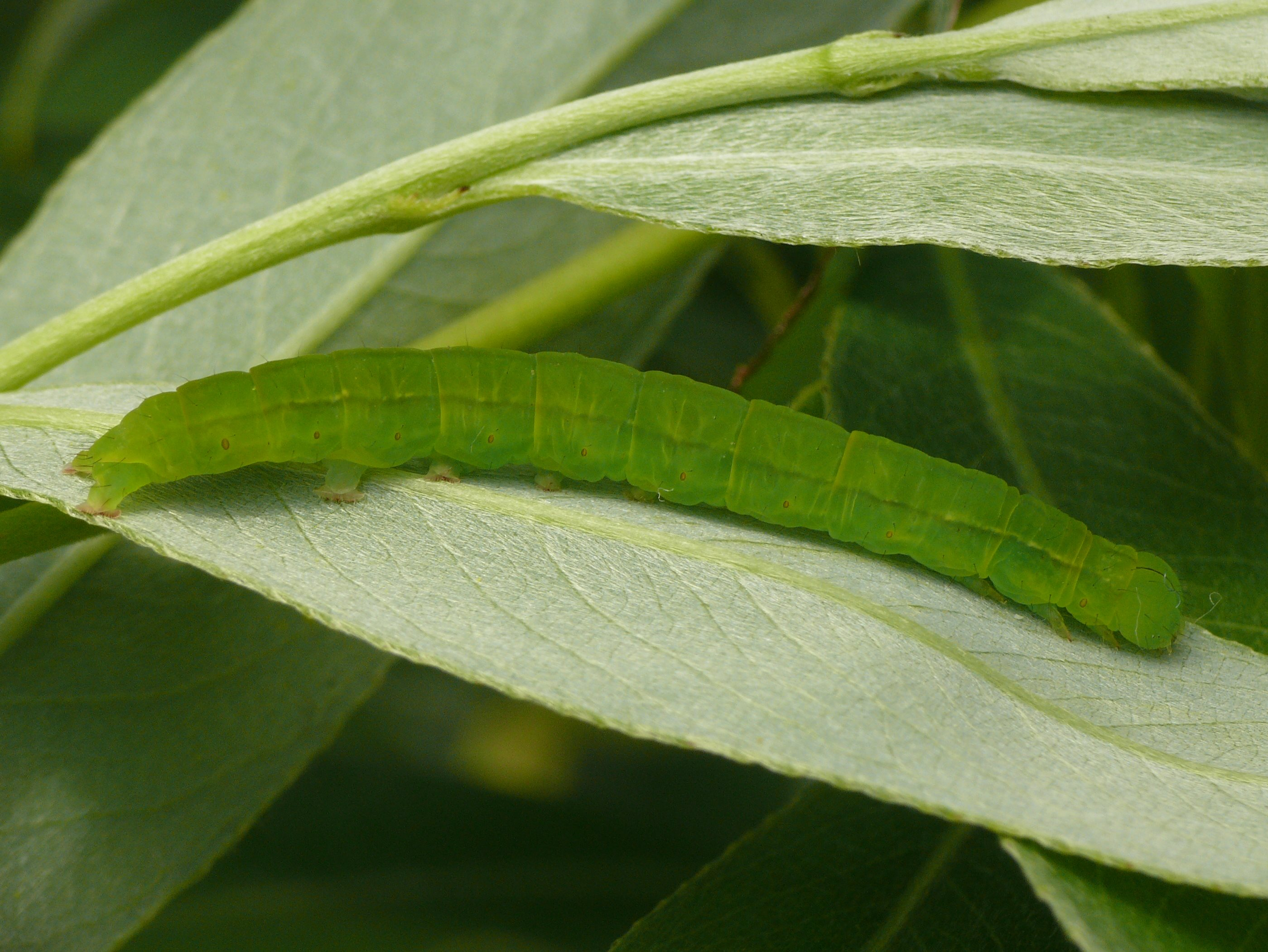
Gąsienica
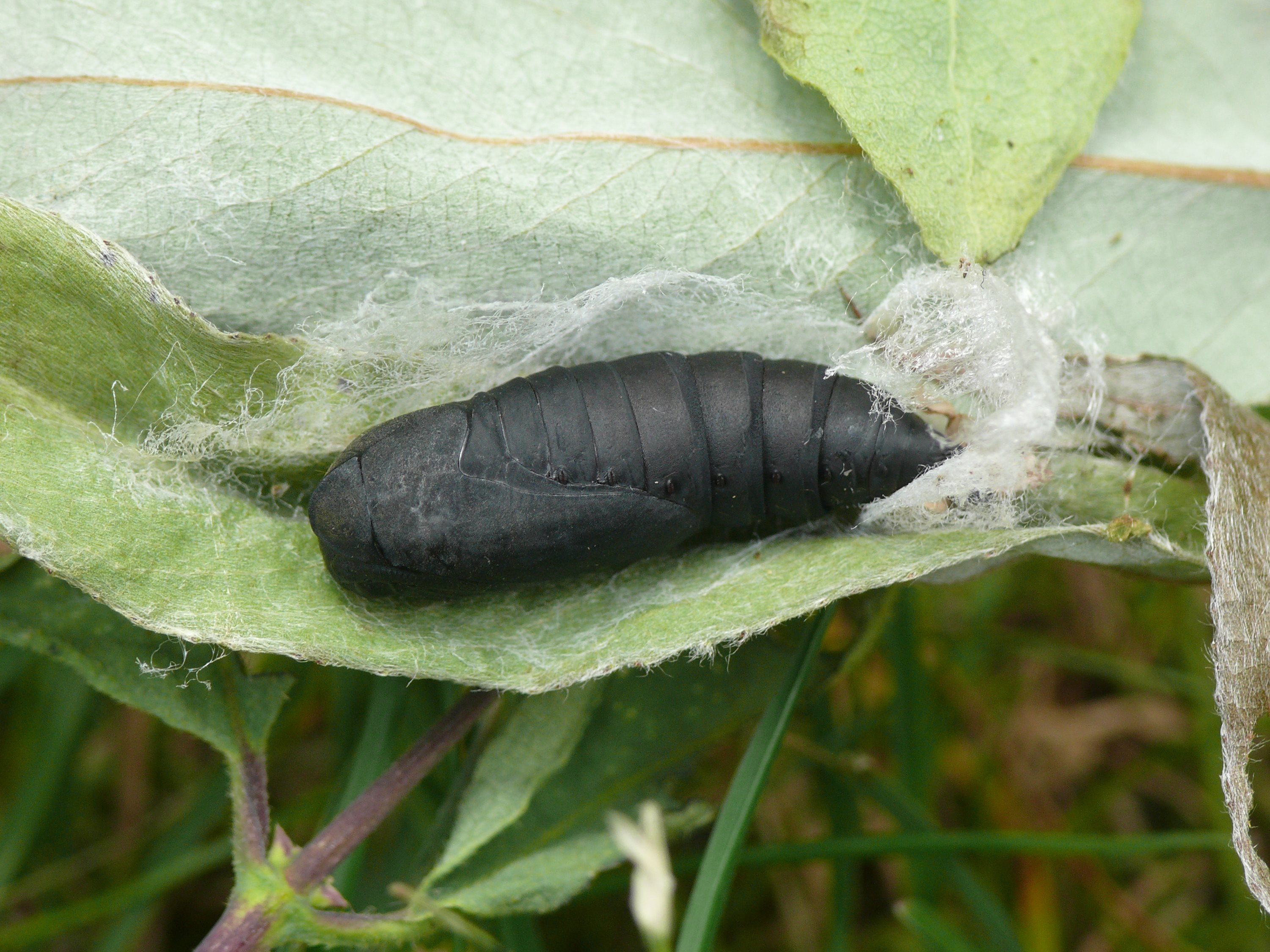
Poczwarka
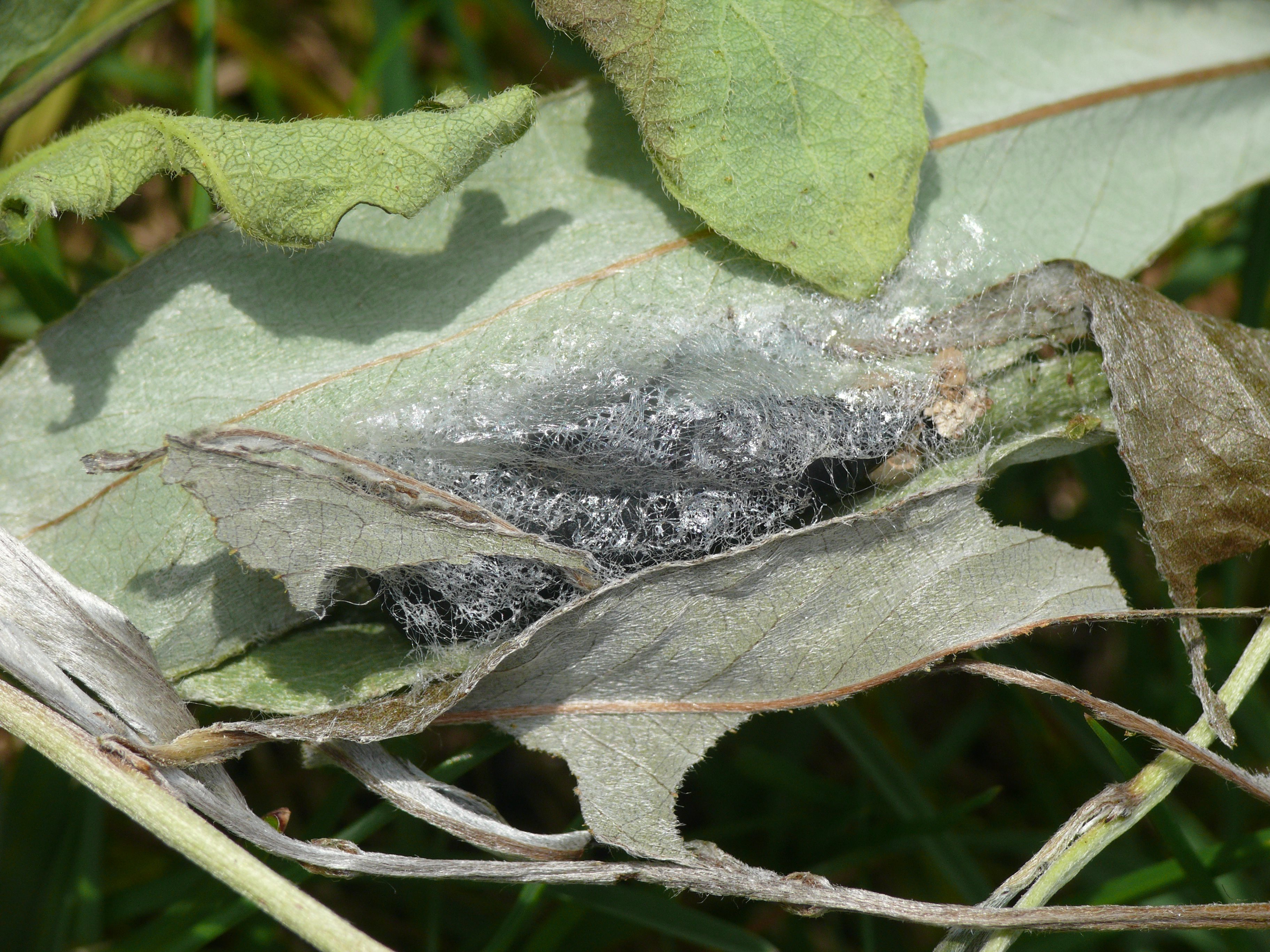
Poczwarka w oprzędzie
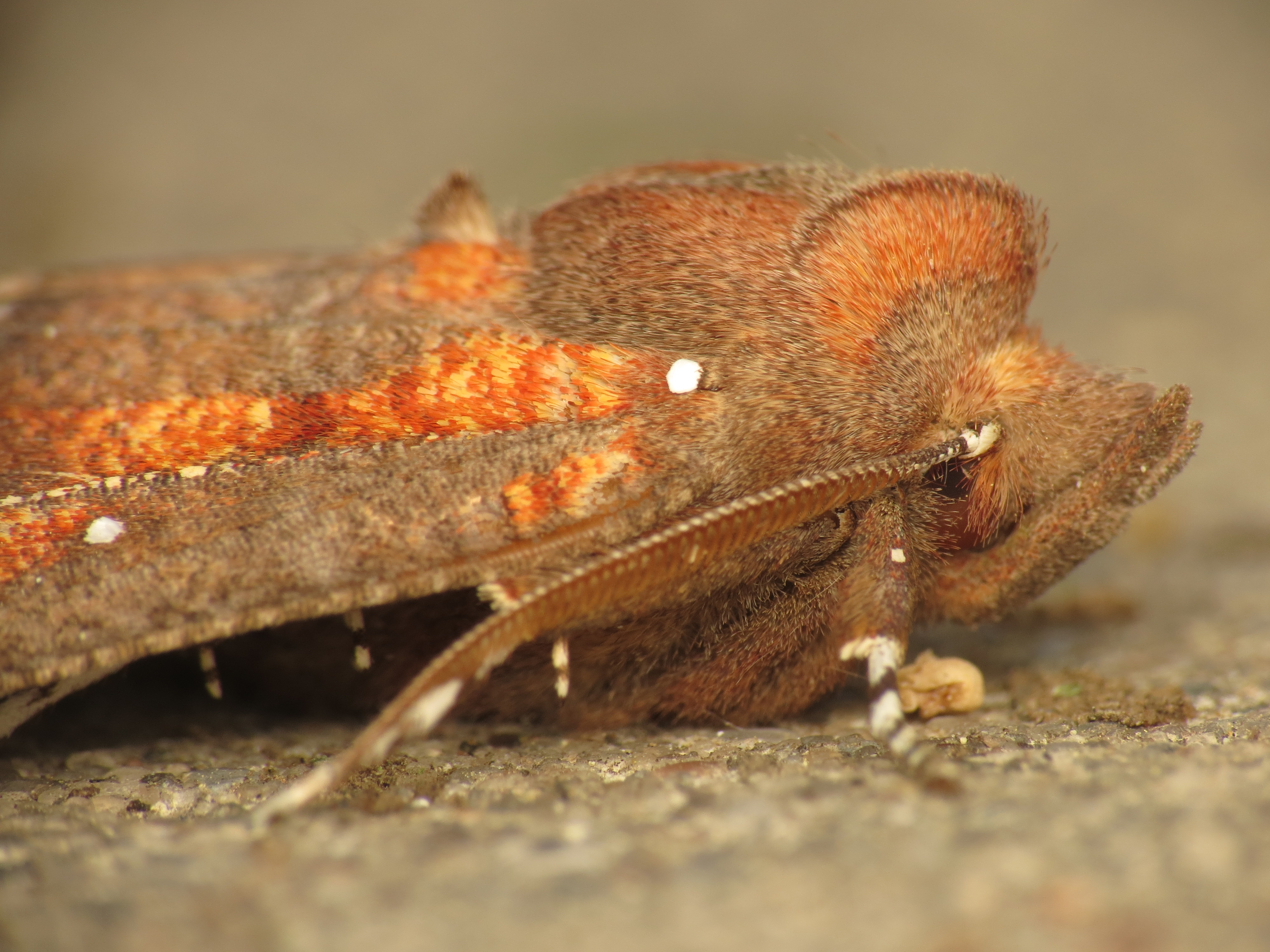
Głowa
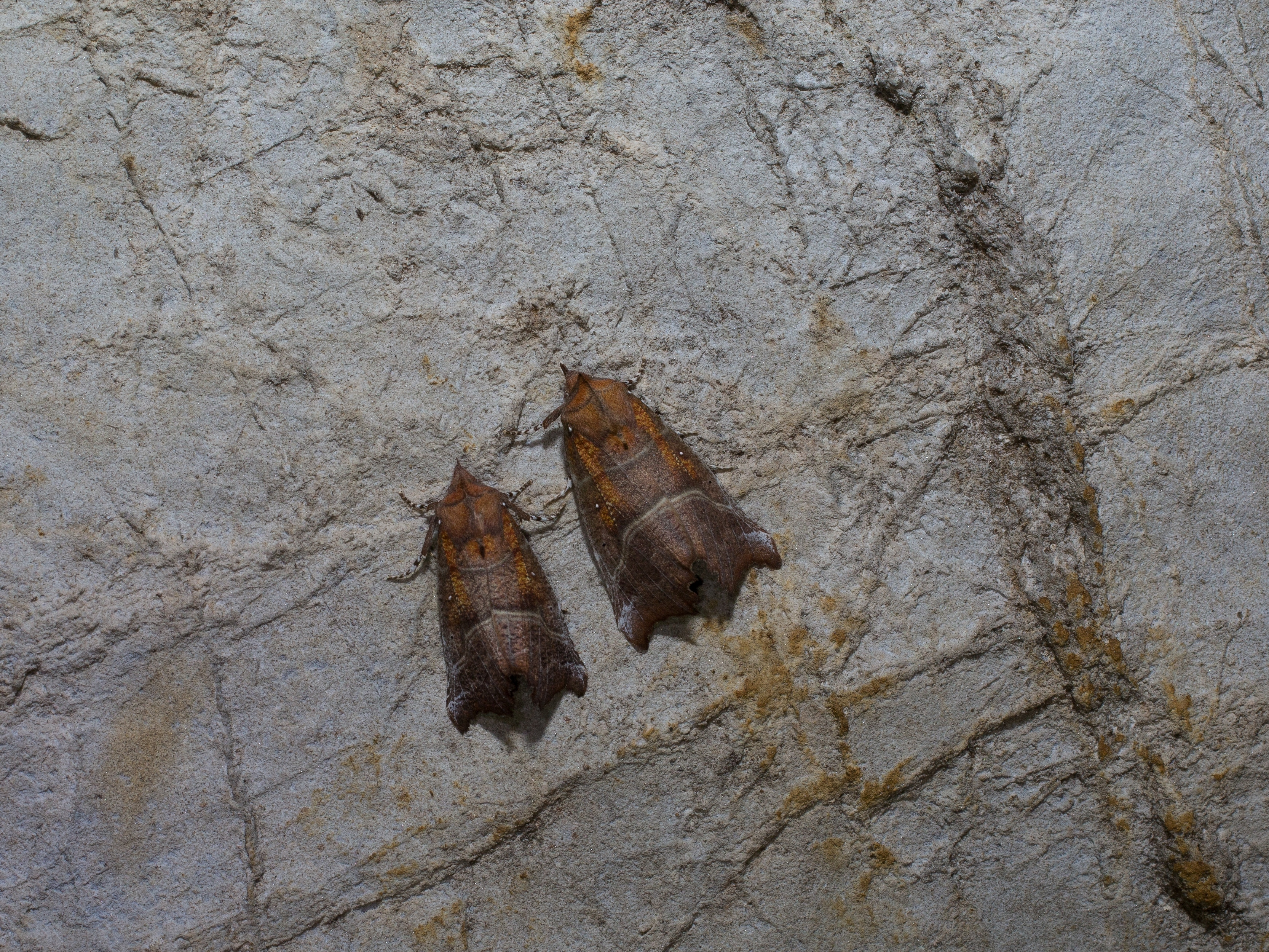
Imagines przygotowane do zimowania
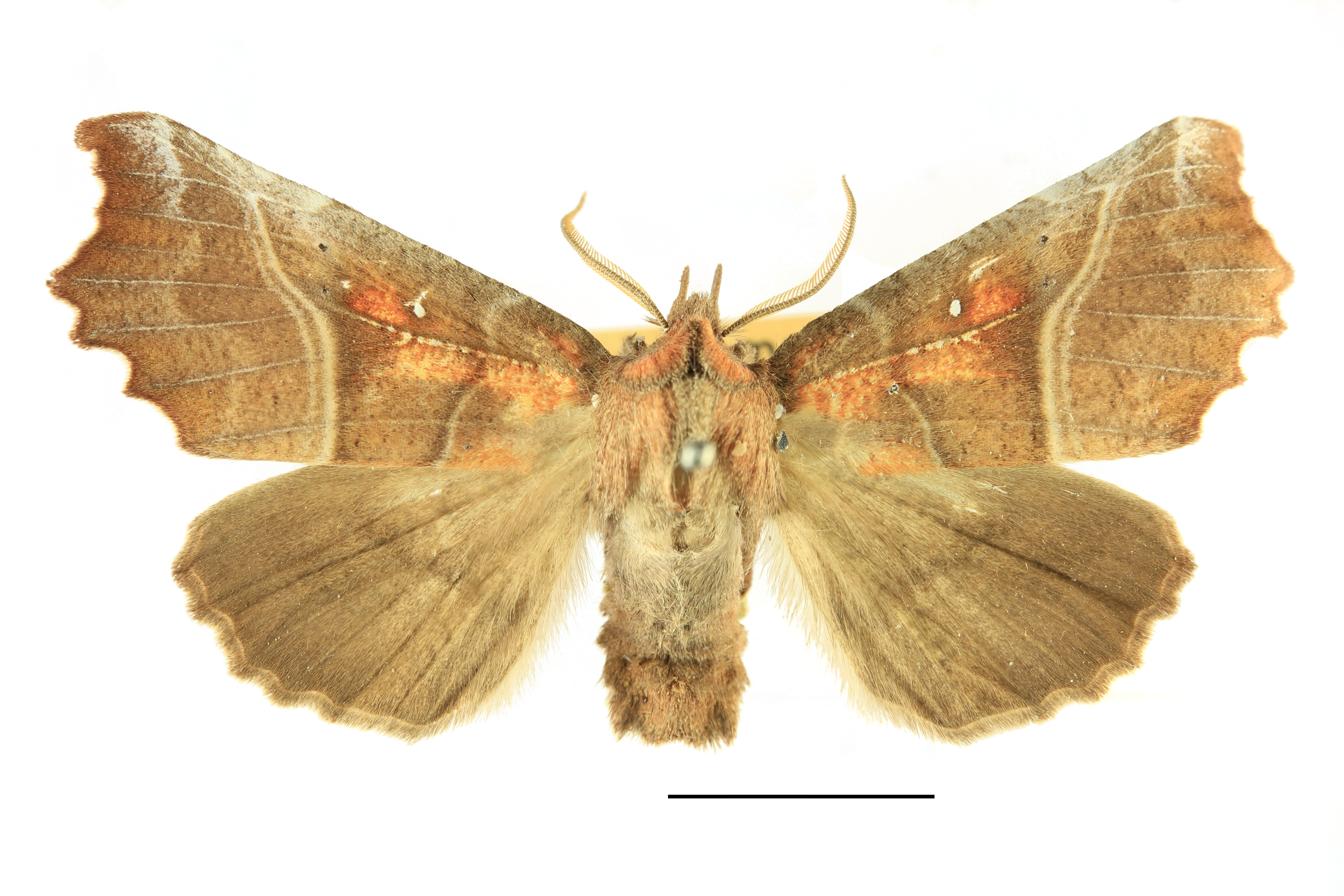
Rozpięty okaz